# Sant Lluís Rei de Bellaguarda
Sant Lluís Rei de Bellaguarda és la capella de la guarnició militar del Castell de Bellaguarda, en el terme comunal nord-català del Pertús, a la comarca del Vallespir.
Està situada a l'interior del Fort o Castell de Bellaguarda. Al llarg de la història ha estat sempre servida per un capellà adscrit a l'exèrcit.
Va ser construïda per Sébastien Le Prestre de Vauban a la segona meitat del segle xvii, dins del Castell de Bellaguarda, ja que era preceptiva l'existència d'una capella dins dels recintes militars. Es tracta d'una capella de caràcter sobri, casernari, com correspon al lloc on es troba.